# Louville-la-Chenard
Louville-la-Chenard is een gemeente in het Franse departement Eure-et-Loir (regio Centre-Val de Loire) en telt 239 inwoners (1999). De plaats maakt deel uit van het arrondissement Chartres.

## Geografie
De oppervlakte van Louville-la-Chenard bedraagt 19,0 km², de bevolkingsdichtheid is 12,6 inwoners per km².
De onderstaande kaart toont de ligging van Louville-la-Chenard met de belangrijkste infrastructuur en aangrenzende gemeenten.

## Demografie
Onderstaande figuur toont het verloop van het inwonertal (bron: INSEE-tellingen).